# 昂图瓦尼
昂图瓦尼（法語：Antoigny，法語發音：[ɑ̃twaɲi] ⓘ）是法国奥恩省的一个旧市镇，位于该省西南部，属于阿朗松区。2016年1月12日，昂图瓦尼整体合并入相邻的马塞堡。

## 地理
昂图瓦尼（48°31'27"N, 0°21'57"W）面积4.82 平方千米，位于法国诺曼底大区奧恩省，该省份为法国西北部内陆省份，北起顺时针与卡爾瓦多斯省、厄尔省、厄尔-卢瓦省、萨尔特省、马耶讷省和芒什省接壤。
与昂图瓦尼接壤的市镇（或旧市镇、城区）包括：马塞堡、库泰尔讷、马尼勒代塞尔、梅乌丹、圣旺勒布里苏、圣帕特里斯-迪代塞尔。

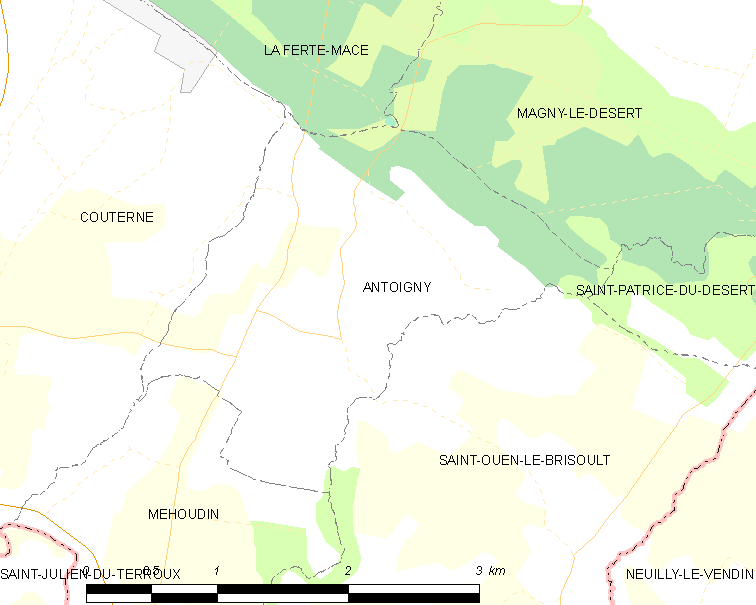
昂图瓦尼的OSM定位图

昂图瓦尼的时区为UTC+01:00、UTC+02:00（夏令时）。

## 行政
昂图瓦尼的邮政编码为61410，INSEE市镇编码为61004。

## 政治
昂图瓦尼所属的省级选区为马尼勒代塞尔县。

## 人口

1962-2008年间昂图瓦尼人口变化图示

昂图瓦尼于2018年1月1日时的人口数量为126人。